# Hesham El-Shwij
Hesham El-Shwij (El Cairo, 2 de febrero de 1975) es un deportista egipcio que compitió en voleibol adaptado. Ganó tres medallas de bronce en los Juegos Paralímpicos de Verano entre los años 2004 y 2024.

## Palmarés internacional
| Juegos Paralímpicos | Juegos Paralímpicos     | Juegos Paralímpicos | Juegos Paralímpicos      |
| Año                 | Lugar                   | Medalla             | Competición              |
| ------------------- | ----------------------- | ------------------- | ------------------------ |
| 2004                | Atenas (Grecia)         | Medalla de bronce   | Torneo masculino sentado |
| 2016                | Río de Janeiro (Brasil) | Medalla de bronce   | Torneo masculino sentado |
| 2024                | París (Francia)         | Medalla de bronce   | Torneo masculino sentado |